# Parti de l'unité et du progrès
De Parti de l'unité et du progrès (Nederlands: Partij van eenheid en vooruitgang) is een politieke partij in Guinee. Van 1992 tot 2008 was het de regeringspartij van het land.
President Lansana Conté, aan de macht sinds 1984, besloot aan het begin van de jaren negentig over te gaan tot enige liberalisering van zijn regime. In 1992 werd een meerpartijenstelsel ingevoerd waarna er verscheidene partijen werden gevormd. Conté vormde een eigen partij, de Parti de l'unifé et du progrès (PUP), een samenwerkingsverband van verschillende politieke bewegingen. Bij de eerste presidentsverkiezingen sinds Conté aan de macht was, in 1993, werd hij met meer dan 50% van de stemmen gekozen tot president. In 1998 en 2003 werd Conté herkozen. Bij de parlementsverkiezingen van 1995 verkreeg de PUP 71 van de 114 zetels in de Assemblée nationale. In 2002 won de PUP veertien zetels ten opzichte van 1995; daarnaast verkregen de partijen die de op de hand van de president en zijn partij waren, de Parti démocratique de guinée (PDG) en de Alliance nationale pour le progrès (ANP) bij elkaar vijf zetels waardoor het presidentiële blok de nationale legislatuur vrijwel volledig domineerde. 
President Conté was een autoritair heerser die met behulp van Frankrijk en IMF de economie van Guinee wist te hervormen door een vrije markteconomie in te voeren. Onvrede over zijn bewind leidde in het voorjaar van 2007 tot massale stakingen, waarna de regering besloot de verkiezingen die gepland waren voor juni 2007 uitstelde tot december. Later werden de verkiezingen nog verder vooruitgeschoven en werden december 2008 of het voorjaar van 2009 genoemd als mogelijke data voor de verkiezingen. De verkiezingen kwamen er echter nooit: op 23 december 2008 overleed president Conté en daags daarna vond een militaire staatsgreep plaats. De nieuwe regering verbood de PUP niet, maar de rol van de partij bleek feitelijk uitgespeeld. Bij de verkiezingen van 2013 (de eerste verkiezingen sinds 2002) kreeg de PUP nog geen half procent van de stemmen, onvoldoende voor een zetel in de Assemblée nationale.
Het ontbeert de PUP aan een echte ideologie. Kenmerken van het beleid van Conte waren nationalisme, de liberalisering van de economie en autoritair beleid.

## Verwijzingen
1. ↑  Guinée - Gouvernement - Partis politiques - Élections
2. ↑  GUINEE Chambre parlementaire : Assemblée nationale ELECTIONS TENUES EN 1995